# Liese und Miese
Liese und Miese (auch: Die Liese und die Miese) ist der Titel einer Reihe von Kurzfilmen und Postkarten im Dritten Reich.

## Hintergrund
Liese und Miese war das weibliche Gegenstück zu der Filmreihe Tran und Helle, die in den Jahren 1939 und 1940 das Publikum auf kriegsgerechtes Verhalten einstimmen sollte.
Diese im Auftrag des Propagandaministeriums produzierten Kurzfilme, die ebenfalls im Beiprogramm vor jedem Hauptfilm gezeigt wurden, sollten der Bevölkerung die Kriegsangst nehmen und sie zu steter Wachsamkeit anhalten. Ihr Regisseur war Eugen York, die Texte schrieb der spätere Berliner Theaterkritiker Friedrich Luft. Darin stand der linientreuen Liese, die von Gerhild Weber gespielt wurde, als Miese Brigitte Mira gegenüber, die als junge Schauspielerin von York entdeckt und für die Rolle besetzt worden war. Die machte alles, was die Volksgenossen nicht machen sollten, z. B. ‚meckern‘, Lebensmittel hamstern, Feindsender abhören oder ohne Furcht vor Spionen arglos drauflos schwatzen.
Der erste Film mit dem Titel Eisenbahnverkehr zu Weihnachten erschien Mitte Dezember 1943 und lief vor der Deutschen Wochenschau:

„Aehnlich wie seinerzeit die Figuren Tran und Helle als Typen des ewig nörgelnden einerseits und positiv eingestellten Menschen unserer Zeit andererseits im alltäglichen Leben beobachtet wurden, so treten hier erstmalig zwei weibliche Figuren, Liese und Miese in Erscheinung. Liese ist das aufrechte, kluge, gerade und bejahende Mädchen der Gegenwart, die um die Schicksalsbedeutung des Ringens weiß; Miese ist die Karikatur der hysterischen, nörgelnden, meckernden Klatschbase, die nur an sich denkt und deren Verstand nicht weiterreicht als ihre Kulpnase. Liese ist mit der schönen Offenheit im Gesicht, die das Mädchen unserer Zeit kennzeichnet, Gerhild Weber. Brigitte Mira, die wir das erstemal im Film sehen […] spielt mit opfervoller Selbstüberwindung weiblicher Eitelkeit die mordshäßliche Miese. Es ist ohne Zweifel, daß die beiden weiblichen Figuren bald ebenso volkstümlich sein werden, wie es damals die beiden männlichen gewesen sind.“

Die Serie wurde bereits nach zehn Folgen wieder eingestellt. Sie verfehlte ihren Zweck, denn die Zuschauer im Kino sympathisierten viel mehr mit der auch äußerlich als Negativfigur konzipierten Miese als mit der blonden, adretten und stramm auf Parteilinie argumentierenden Liese.
„Die Miese sollte natürlich negativ wirken, hässlich aussehen, ungepflegt herumlaufen, eine richtige Schreckschraube wurde da gesucht.“ So erinnerte sich Brigitte Mira später, „Als Goebbels die ersten Kurzfilme sah und von den Reaktionen des Publikums hörte, das ausgerechnet die Miese sofort ins Herz geschlossen hatte, wurde die Serie unverzüglich abgesetzt.“
Weiterhin wirksam war das gegensätzliche Figurenpaar dagegen auf Bildpostkarten des Karikaturisten Hans Zoozmann, der es in kritischen Situationen abbildete, wobei ein kleiner Vers die Zeichnung ‚volkserzieherisch‘ erläuterte. So gab es z. B. eine Karte „Medizinflasche“ über die Krankheit der ‚Meckerer‘, über den Neid auf ein gepflegtes Äußeres, über das schädliche Verbreiten von Gerüchten und über die Gefahren des Schleichhandels. Die kolorierten Karten erschienen im Verlag von Erich Gutjahr, Berlin NW 40, Lehrter Straße 40.

## Nachwirken
Liese und Miese sind in den Erinnerungen der Kriegsgeneration noch heute lebendig, wie die Aussagen in den Büchern von Rainer Horbelt / Sonja Spindler und von Birthe Kundrus belegen.
Der Jurist Thomas Dieterich beschreibt in seinem Buch Ein Richterleben den Auftritt des Paares im fünften Kriegsjahr.
Eine ganze Szene mit den beiden ruft Elisabeth Schulz-Semrau in ihrem Report einer Kindheit im ostpreußischen Königsberg ins Gedächtnis zurück.
Und auch Joachim Berke sieht in seinem ‚autobiographischen Zeitzeugnis‘ Heimreise in die schlesische Grafschaft Glatz im Geiste neben den Plakaten mit dem „Pst! Feind hört mit!“-Schattenmann und dem „Kohlenklau“ auch „Liese und Miese“, die für ihn Optimismus und Pessimismus verkörperten.
Als Darstellerinnen gelten in den erhaltenen Unterlagen meist Mira und Weber. Allerdings werden auch Gisela Schlüter und Grete Weiser genannt. Wegen der doch nur wenigen Folgen scheint eine Übernahme der Rolle durch eine andere Schauspielerin nach dem Verfasser von "collection-heroes" eher unwahrscheinlich.